# Sahim Salih Mahdi
Sahim Salih Mahdi (ar. سحيم صالح مهدي; ur. 17 października 1967) – jemeński lekkoatleta pochodzący z Jemenu Południowego. Uczestnik Letnich Igrzysk Olimpijskich 1988, na których Jemen Południowy wystartował jedyny raz w historii swego istnienia. Jedyny w historii chorąży tej reprezentacji podczas ceremonii otwarcia igrzysk olimpijskich.
W 1987 roku wziął udział w mistrzostwach świata rozgrywanych w Rzymie, na których startował w eliminacjach biegu na 200 metrów. 
Eliminacje rozpoczęły się 1 września 1987 roku. Jemeńczyk startował w czwartym biegu eliminacyjnym. Podczas tego biegu wiatr był korzystny; jego siła wyniosła 0,7 metra na sekundę. Z wynikiem 23,07 zajął ostatnie, 8. miejsce, a w łącznej klasyfikacji pierwszej rundy zajął 44. miejsce (wyprzedził dwóch zawodników sklasyfikowanych oraz jednego, który nie stanął na starcie eliminacji). 
W 1988 roku wziął udział w igrzyskach olimpijskich w Seulu. 26 września stanął na starcie eliminacji do biegu na 200 metrów, w których wystartował w drugim biegu eliminacyjnym. Startując z siódmego toru, uzyskał czas 22,95, który dał mu ostatnie, ósme miejsce w swoim biegu eliminacyjnym, a w łącznej klasyfikacji pierwszej rundy 70. miejsce (na 72 uczestników).
Jego wynik z Seulu jest również jego rekordem życiowym.